# Piero Bevilacqua
Pour les articles homonymes, voir Bevilacqua (homonymie).
Œuvres principales
- La mucca è savia
- Le Campagne nel Mezzogiorno tra fascismo e dopoguerra: il caso Calabria
- Breve storia dell'Italia meridionale dall'Ottocento ad oggi

Piero Bevilacqua, né en 1944 à Catanzaro en Calabre, est un historien et essayiste italien.

## Biographie
Professeur d'histoire contemporaine à l'Université de Rome « La Sapienza », il a aussi précédemment enseigné à Salerno et à Bari. En 1986, Bevilacqua a fondé l'Institut méridionale d'Histoire et de Sciences sociales (l'IMES), dont il est président, et a aussi fondé la revue Meridiana, dont il est le directeur.

## Œuvres
- Le Campagne nel Mezzogiorno tra fascismo e dopoguerra: il caso Calabria, chez Einaudi, Turin 1980.
- Le bonifiche in Italia dal Settecento ad oggi, chez Laterza, Rome-Bari 1984. Avec Manlio Rossi Doria.
- Storia d'Italia. Le regioni: La Calabria, chez Einaudi, Turin 1985. Avec Augusto Placanica.
- Storia dell'Agricoltura italiana in età contemporanea, III Volumes, chez  Marsilio, Venise 1990-1991-1992.
- Breve storia dell'Italia meridionale dall'Ottocento ad oggi, chez Donzelli, Rome 1993.
- Venezia e le acque. Una metafora platenaria, chez Donzelli, Rome 1995.
- Tra natura e storia. Ambiente, economie, risorse in Italia, chez Donzelli, Rome 1996.
- Sull'utilità della storia per l'avvenire delle nostre scuole, chez Donzelli, Rome 1996.
- Demetria e Clio. Uomini e ambiente nella storia, chez Donzelli, Rome 2001.
- Il paesaggio italiano. Nelle fotografie dell'Istituto Luce (illustrato), chez Editori Riuniti, Rome 2001.
- Storia dell'Emigrazione italiana, II Volumes, chez Donzelli, Rome 2001-2002 (2009 pour la nouvelle édition avec les deux volumes en un). Avec A. De Clementi et E. Franzina.
- La mucca è savia. Ragioni storiche della crisi alimentare europea, chez Donzelli, Rome 2002.
- Breve storia dell’Italia meridionale. Dall'Ottocento a oggi, chez Donzelli, Rome 2005.
- Prometeo e l'aquila. Dialogo sul dono del fuoco e i suoi dilemmi, chez Donzelli, Rome 2005.
- La terra è finita. Breve storia dell’ambiente, chez Laterza, Rome-Bari 2006.
- L'utilità della storia. Il passato e gli altri mondi possibili, chez Donzelli, Rome 2007.
- Miseria dello sviluppo, chez Laterza, Rome-Bari 2008.
- A che serve la storia? I saperi umanistici alla prova della modernità, chez Donzelli, Rome 2011.
- Il grande saccheggio. L’età del capitalismo distruttivo, chez Laterza, Rome-Bari 2011.
- Elogio della radicalità, chez Laterza, Rome-Bari 2012.

## Crédit d'auteurs
- (it) Cet article est partiellement ou en totalité issu de l’article de Wikipédia en italien intitulé « Piero Bevilacqua » (voir la liste des auteurs).